# Почётный гражданин Кировской области

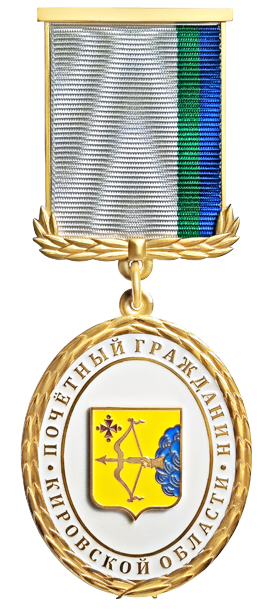
Нагрудный знак к званию «Почётный гражданин Кировской области»

Почётный гражданин Кировской области — почётное звание, присуждаемое за выдающиеся заслуги граждан перед Кировской областью. Звание учреждено в 1995 году, положения звания регулируются законом Кировской области № 2 «О присвоении звания „Почётный гражданин Кировской области“».

## Присвоение звания
Звание Почётного гражданина Кировской области присваивается Законодательным собранием Кировской области. Основанием для присвоения звания является общественно-значимая деятельность и заслуги во благо области, авторитет лица у жителей области, обретённый длительной общественной, культурной, научной, политической, хозяйственной, а также иной деятельностью с выдающимися результатами для Российской Федерации и Кировской области. Инициатива присвоения звания принадлежит губернатору Кировской области, правительству Кировской области, депутатам областного законодательного собрания, органам местного самоуправления, трудовым коллективам и общественным организациям.
Выдвижение осуществляется с согласия кандидата и с согласованием его кандидатуры с органом местного самоуправления муниципального образования области, в котором проживает кандидат. Информация о предстоящем рассмотрении даётся в СМИ не менее чем за 2 месяца до намеченого заседания ОЗС. Губернатором формируется комиссия для предварительного рассмотрения кандидатуры из числа наиболее авторитетных жителей области, депутатов Законодательного Собрания области, руководителей предприятий и организаций, представителей общественности. Официально кандидатуру на рассмотрение в ОЗС вносит губернатор. Голосование по кандидатуре осуществляется тайным голосованием, решение принимается большинством голосов.

## Основные положения
Почётному гражданину Кировской области вручается диплом, нагрудный знак, удостоверение почётного гражданина и единовременная премия в размере 150 МРОТ, и ежемесячная надбавка к пенсии в размере 10 МРОТ для пенсионеров. Имя почётного гражданина заносится в книгу Почётных граждан, хранящуюся в Правительстве Кировской области.
Почётный гражданин Кировской области может публично пользоваться почётным званием, имеет право присутствовать на заседаниях областного законодательного собрания, а также приглашается на областные публичные мероприятия.
После смерти Почётного гражданина его диплом, нагрудный знак и удостоверение принимаются на хранение областным краеведческим музеем.

## Лишение звания
Почётный гражданин может быть лишён звания областным законодательным собранием за совершение преступления после вступления в силу решения суда, либо поступки, несовместимые с почётным званием.

## Список почётных граждан
| Номер | ФИО                             | Годы жизни | Год награждения | Достижения и заслуги |
| ----- | ------------------------------- | ---------- | --------------- | --- |
| 1     | Александр Дмитриевич Червяков   | 1930—2012  | 1996            | Дважды Герой Социалистического Труда, председатель колхоза «Путь Ленина» Котельничского района Кировской области |
| 2     | Виктор Петрович Савиных         | р. 1940    | 1996            | Дважды Герой Советского Союза, лётчик-космонавт, ректор Московского университета геодезии и картографии, уроженец Кировской области |
| 3     | Валентин Андреевич Журавлёв     | 1931—2016  | 1996            | Доктор медицинских наук, профессор, заслуженный деятель науки Российской Федерации, лауреат Государственной премии в области науки и техники, руководитель Кировского зонального центра хирургии печени и желчных путей Министерства здравоохранения России, ректор Кировской государственной медицинской академии, академик Евро-Азиатской академии медицинских наук, Лауреат почётного титула «Человек года 1996» |
| 4     | Федор Иванович Трещёв           | 1921—2006  | 1996            | директор Вятско-Полянского машиностроительного завода «Молот» (1965—2006), Герой Социалистического Труда, заслуженный работник промышленности СССР, лауреат Государственной премии СССР, депутат двух созывов Верховного Совета РСФСР, делегат XXIII съезда КПСС |
| 5     | Владимир Арсентьевич Ситников   | 1930—2023  | 2000            | писатель, председатель Кировского отделения Союза писателей России, председатель редакционной комиссии Энциклопедии земли Вятской |
| 6     | Геннадий Федорович Шулятьев     | 1937—2015  | 2001            | глава департамента здравоохранения Кировской области |
| 7     | Николай Петрович Мясников       | 1933—2022  | 2002            | главный редактор общественно-политической газеты «Кировская правда» |
| 8     | Василий Михайлович Кондратов    | 1935—2012  | 2003            | доктор технических наук, профессор, ректор Вятского государственного университета (1981—2005), президент ВятГУ (с 2005) |
| 9     | Илья Филиппович Перваков        | р. 1928    | 2003            | директор ЗАО сельскохозяйственное предприятие «Кировское» |
| 10    | Альберт Анатольевич Лиханов     | 1935-2021  | 2005            | писатель, Президент Международной ассоциации детских фондов, Председатель Российского детского фонда |
| 11    | Хрисанф (Яков Антонович Чепиль) | 1937—2011  | 2007            | Митрополит Вятский и Слободской, управляющий Вятской епархией Русской Православной Церкви |
| 12    | Александр Николаевич Мальцев    | р. 1949    | 2009            | заслуженный мастер спорта СССР, вице-президент региональной общественной организации ветеранов хоккея «Динамо» (Москва) |
| 13    | Сергей Леонидович Соколов       | 1911—2012  | 2011            | Маршал Советского Союза, Герой Советского Союза |
| 14    | Аркадий Михайлович Слободчиков  | 1941—2019  | 2012            | кандидат химических наук, профессор кафедры химии ГОУ ВПШ «Вятский государственный гуманитарный университет», ректор университета с 1988 по 1999 |
| 15    | Валентина Павловна Иванова      | р. 1940    | 2013            | председатель Кировского областного отделения Общероссийского общественного благотворительного фонда «Российский детский фонд» |
| 16    | Григорий Тимофеевич Мальцев     | 1924—2017  | 2014            | председатель Кирово-Чепецкого городского совета ветеранов войны, труда, Вооружённых Сил и правоохранительных органов |
| 17    | Александр Александрович Калягин | р. 1942    | 2014            | художественный руководитель государственного бюджетного учреждения культуры города Москвы «Московский театр „ETCETERA“ под руководством Александра Калягина», председатель Общероссийской общественной организации «Союз театральных деятелей Российской Федерации», народный артист Российской Федерации, лауреат Государственной премии СССР                                                                      |
| 18    | Владимир Георгиевич Урин        | р. 1947    | 2014            | генеральный директор федерального государственного бюджетного учреждения культуры «Государственный академический Большой театр России», заслуженный деятель искусств Российской Федерации |
| 19    | Николай Николаевич Росляков     | р. 1948    | 2015            | председатель совета директоров, исполнительный директор ЗАО племенной завод «Октябрьский» Кумёнского района |
| 20    | Владимир Николаевич Крупин      | р. 1941    | 2016            | писатель, председатель правления Союза писателей России, академик Академии Российской словесности, академик Международной Славянской Академии наук, образования, искусств и культуры |
| 21    | Вячеслав Андреевич Бахтин       | р. 1950    | 2016            | заведующий кафедрой госпитальной хирургии государственного бюджетного образовательного учреждения высшего профессионального образования «Кировская государственная медицинская академия» Министерства здравоохранения Российской Федерации, доктор медицинских наук, профессор |
| 22    | Николай Петрович Киселёв        | р. 1940    | 2016            | председатель комитета по аграрным вопросам, переработке сельхозпродукции и развитию сельских территорий Законодательного Собрания Кировской области пятого созыва |
| 23    | Марат Львович Эпштейн-Злотников |            | 2016            | председатель Совета ветеранов органов внутренних дел и внутренних войск Кировской области |
| 24    | Николай Михайлович Липатников   | 1947—2021  | 2017            | президент Союза «Вятская торгово-промышленная палата». |